# Psyllaephagus minor
Psyllaephagus minor är en stekelart som beskrevs av Prinsloo 1985. Psyllaephagus minor ingår i släktet Psyllaephagus och familjen sköldlussteklar. Inga underarter finns listade i Catalogue of Life.